# Paasmaandag

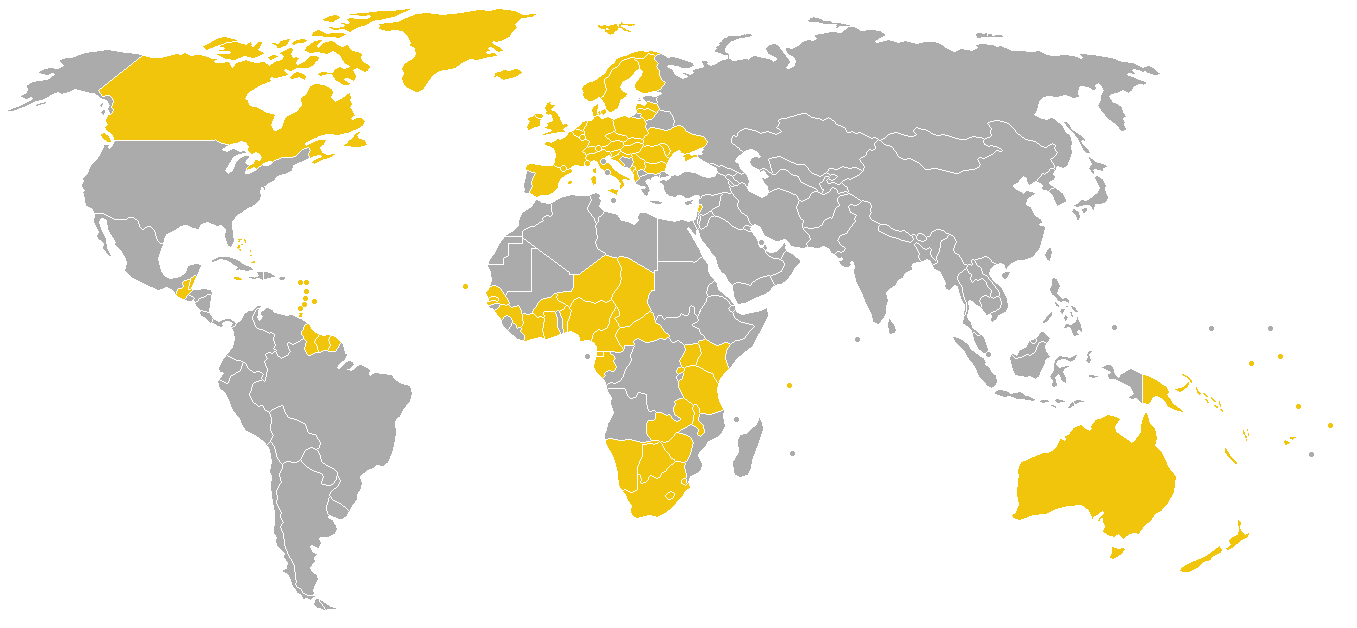
Landen met een Tweede Paasdag

Paasmaandag of tweede paasdag is de dag na paaszondag en is een vrije dag in een groot aantal voornamelijk christelijke landen.

## Wettelijke feestdag paasmaandag
Paasmaandag is een wettelijke feestdag in de volgende landen en afhankelijke gebieden:
| - Albanië - Amerikaanse Maagdeneilanden - Andorra - Anguilla - Antigua en Barbuda - Aruba - Australië - Bahama's - Barbados - België - Belize - Benin - Botswana - Britse Maagdeneilanden - Bulgarije (juliaanse kalender) - Burkina Faso - Canada - Centraal-Afrikaanse Republiek - Cookeilanden - Curaçao - Cyprus (juliaanse kalender) (niet in het noorden van Cyprus) - Denemarken - Dominica - Duitsland - Egypte (als Sham El Nessim) - Equatoriaal-Guinea - Ethiopië - Faeröer - Fiji - Finland - Frankrijk - Frans-Guyana - Gabon - Gambia - Georgië - Ghana - Gibraltar - Griekenland (juliaanse kalender) - Groenland - Grenada - Guadeloupe | - Guatemala - Guinee - Guyana - Haïti - Honduras - Hongkong - Hongarije - IJsland - Ierland - Ivoorkust - Italië - Jamaica - Kaaimaneilanden - Kaapverdië - Kameroen - Kenia - Kiribati - Kosovo - Kroatië - Lesotho - Letland - Libanon - Liechtenstein - Litouwen - Luxemburg - Noord-Macedonië (juliaanse kalender) - Madagaskar - Malawi - Man - Martinique - Moldavië (juliaanse kalender) - Monaco - Montenegro (juliaanse kalender) - Montserrat - Namibië - Nauru - Nederland - Nederlandse Antillen - Nieuw-Caledonië - Nieuw-Zeeland - Niger - Nigeria | - Niue - Noorwegen - Papoea-Nieuw-Guinea - Polen - Oeganda - Oekraïne (juliaanse kalender) - Oostenrijk - Quebec - Roemenië (juliaanse kalender) - Rusland (juliaanse kalender) - Rwanda - Saint Kitts en Nevis - Saint Lucia - Saint-Pierre en Miquelon - Saint Vincent en de Grenadines - Salomonseilanden - Samoa - San Marino - Senegal - Servië (juliaanse kalender) - Seychellen - Slovenië - Slowakije - Spanje (in sommige autonome regio's) - Suriname - Swaziland - Syrië - Tanzania - Trinidad en Tobago - Tsjaad - Tsjechië (Pomlázka) - Turks- en Caicoseilanden - Tuvalu - Vanuatu - Vaticaanstad - Verenigd Koninkrijk (behalve in Schotland) - Zambia - Zimbabwe - Zuid-Afrika - Zweden - Zwitserland |

## Trivia
- In een Poolse traditie genaamd Śmigus-dyngus of lany poniedziałek (oftewel: natte maandag) worden vrouwen door mannen natgegooid. Dit wordt veel gedaan door kinderen en jongeren.